# Maia Reficco
Maia Reficco Viqueira, meglio conosciuta come Maia Reficco (Boston, 14 luglio 2000), è un'attrice argentina con cittadinanza statunitense.
È conosciuta per aver interpretato il ruolo di Kally Ponce nella serie adolescenziale di Nickelodeon, Kally's Mashup, e per aver impersonato Noa Olivar nella serie Pretty Little Liars: Original Sin.

## Biografia
È nata il 14 luglio 2000 presso l'ospedale pubblico di Cambridge, di fronte a Boston, negli Stati Uniti. All'età di sette anni si è trasferita a Buenos Aires con la sua famiglia; possiede la cittadinanza argentina e americana. Sin da quando era piccola, ha mostrato interesse per la musica, infatti cantava e suonava chitarra e pianoforte. Suona anche il sassofono e l'ukulele; quando era piccola era solita comporre canzoni nei libri di botanica che sua madre le comprava. È figlia di Katia Viqueira e Ezequiel Reficco e ha un fratello minore, Joaquin Reficco Viqueira, che fin dall'infanzia si è specializzato nel canto. Sua madre è una famosa cantante e insegnante di canto di artisti come Chayanne ed è direttrice della propria Vocal Arts Center. Suo padre ha conseguito una laurea presso l'Università di Harvard, mentre attualmente è professore presso la ESCP Business School a Madrid, in Spagna. Ha praticato ginnastica artistica per undici anni. All'età di quindici anni, andò a Los Angeles e visse con Claudia Brant dove ebbe l'opportunità di studiare canto con Eric Vetro, un rinomato vocal coach di grandi artisti come Ariana Grande, Camila Cabello e Shawn Mendes. Ha anche frequentato un programma di cinque settimane al Berklee College of Music di Boston, dove ha eccelso, guadagnandosi una borsa di studio.
Venne a sapere del progetto di Nickelodeon, Kally's Mashup grazie a Claudia Brant e a Instagram; Brant è stata colei che si prese l'incarico di inviare le cover che Reficco fece, di diversi artisti, e le inviò alla piattaforma, quindi è stata poi contattata dalla produzione della serie per un'audizione. Maia ha fatto il provino con la canzone Dangerous Woman di Ariana Grande. È riuscita infine ad ottenere il ruolo principale della serie interpretando Kally Ponce, in Kally's Mashup. La serie presenta musiche originali composte da Anders, il suo partner musicale da anni, Peer Astom e sua moglie Nikki Anders. Adam Anders è anche responsabile della produzione esecutiva, supervisionando tutta la musica della serie. Ha firmato un contratto con la casa discografica Deep Well Records e si è recata a Miami per registrare la musica della serie. Il 19 ottobre 2017, si è presentata per la prima volta ai Kids' Choice Awards Argentina presentando la canzone principale della serie, Key of Life.

## Stile musicale
Le influenze per il suo materiale discografico di debutto sono pop e R&B; è cresciuta in un ambiente musicale di jazz e con musica di artisti come Aretha Franklin, The Jackson 5 e Stevie Wonder.
Reficco non è solo una fan della musica pop, ma ha anche della musica classica, ama suonare il piano e i suoi compositori preferiti sono Mozart e Satie, anche nella serie Kally's Mashup il suo personaggio è coinvolto nella musica classica. Apprezza e rispetta tutti i generi, ma il suo cuore appartiene alla musica pop.

## Filmografia

### Cinema
- Do Revenge, regia di Jennifer Kaytin Robinson (2022)
- One Fast Move, regia di Kelly Blatz (2024)
- La dolce villa, regia di Mark Waters (2025)

### Televisione
- Kally's Mashup - serie TV (2017-2019)
- Club 57 - serie TV (2019)
- Kally's Mashup ¡Un cumpleaños muy Kally! - film, regia di Jorge Navas (2021)
- Pretty Little Liars: Original Sin - serie tv (2022-2024)

## Discografia

### Singoli
- 2020 - Tuya
- 2021 - De Ti
- 2021 - Tanto Calor
- 2022 - Rapido y furioso

### Colonne sonore
- 2018 – Kally's Mashup: La Música
- 2019 – Kally's Mashup: La Música vol. 2

## Doppiatrici italiane
Nelle versioni in italiano dei suoi film, Maia Reficco è stata doppiata da:
- Joy Saltarelli in Kally's Mashup[7]
- Martina Felli in Pretty Little Liars: Original Sin
- Lucrezia Marricchi ne La Dolce Villa